# Saint-Oradoux-de-Chirouze
Saint-Oradoux-de-Chirouze ist eine Gemeinde im Zentralmassiv in Frankreich. Sie gehört zur Region Nouvelle-Aquitaine, zum Département Creuse, zum Arrondissement Aubusson und zum Kanton Auzances. Nachbargemeinden sind Beissat, Malleret, Flayat, Saint-Merd-la-Breuille, Lamazière-Haute, Saint-Martial-le-Vieux und La Courtine.

## Bevölkerungsentwicklung

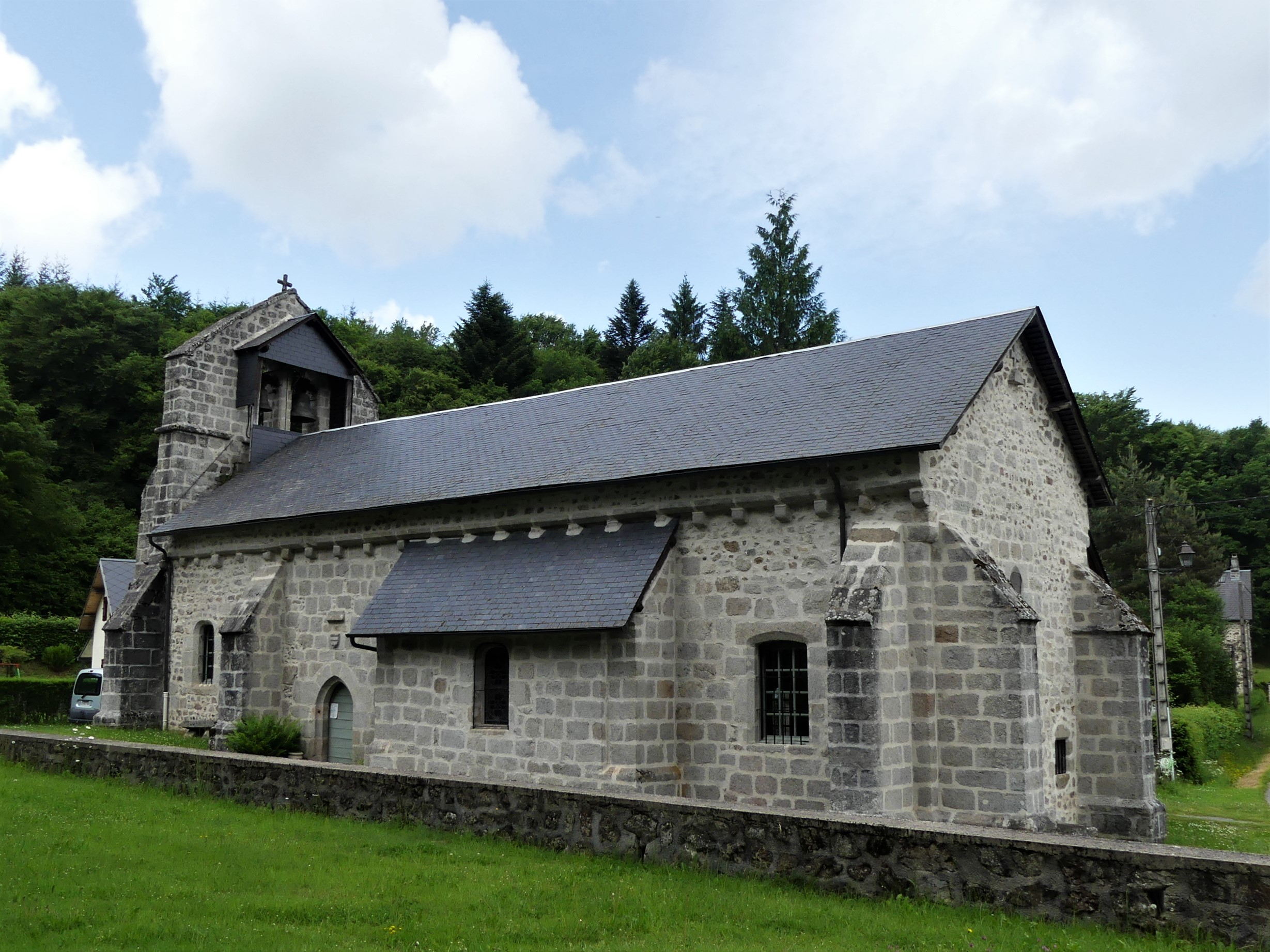
Kirche Saint-Barthélemy

| Jahr      | 1962 | 1968 | 1975 | 1982 | 1990 | 1999 | 2008 | 2012 | 2018 |
| --------- | ---- | ---- | ---- | ---- | ---- | ---- | ---- | ---- | ---- |
| Einwohner | 148  | 116  | 71   | 65   | 55   | 74   | 86   | 84   | 70   |